# Władysław Milko

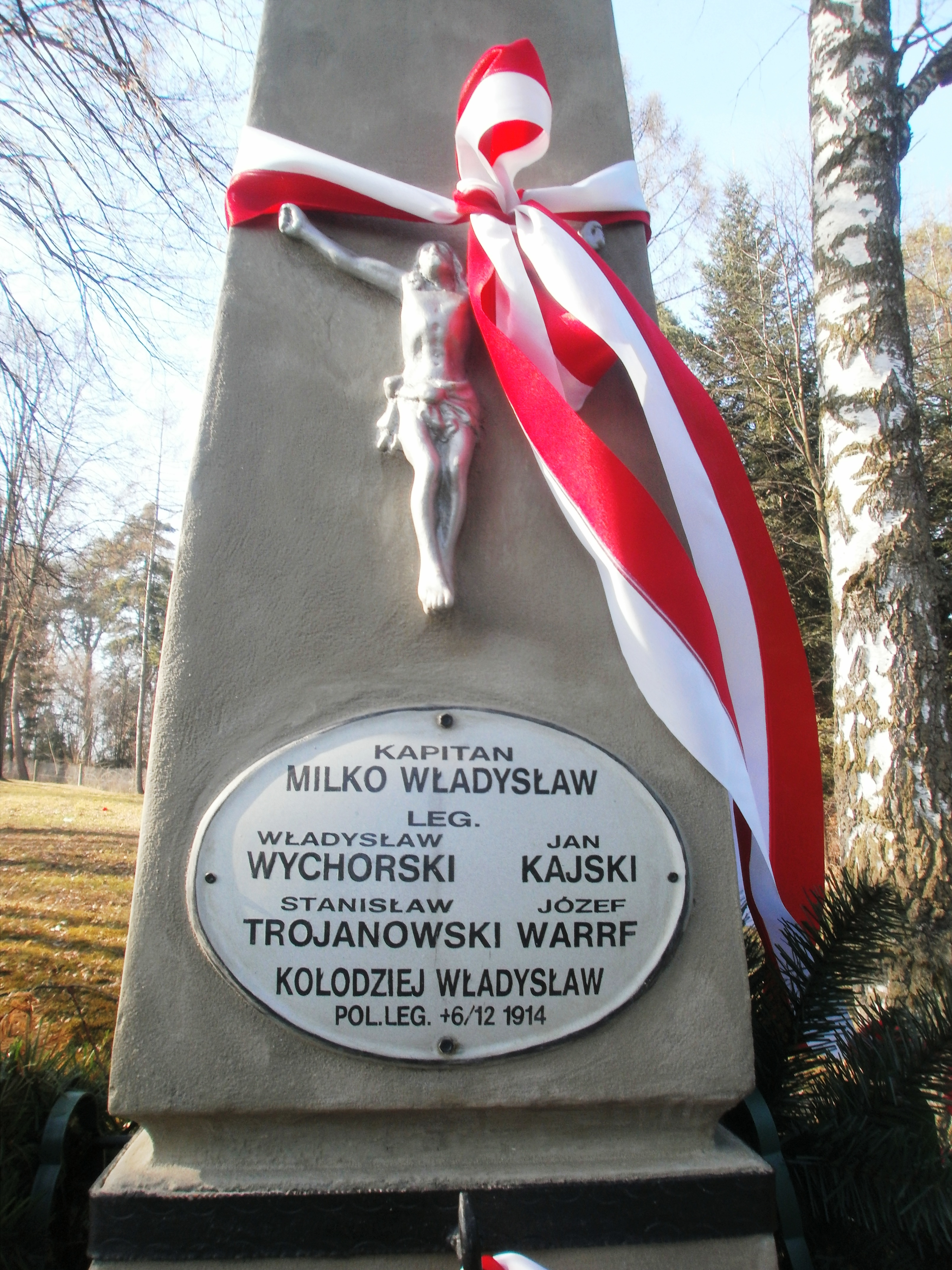
Tablica na mogile w Marcinkowicach

Władysław Ignacy Milko (ur. 26 lutego 1881 w Przemyślu, zm. 6 grudnia 1914 w bitwie pod Marcinkowicami) – porucznik Legionów Polskich, kawaler Orderu Virtuti Militari.

## Życiorys
Urodził się w rodzinie Michała, pracownika c. k. kolei państwowych i Heleny ze Stelińskich. Był bratem Aleksandra (ur. 1887), rotmistrza żandarmerii Wojska Polskiego i Konstancji po mężu Popławskiej.
15 czerwca 1899 w c. k. Gimnazjum nr 1 w Przemyślu zdał egzamin maturalny z odznaczeniem. W tym samym roku rozpoczął studia w c. k. Szkole Politechnicznej we Lwowie. W 1902 został relegowany za działalność socjalistyczną. Członek „Strzelca”. Redaktor pisma satyrycznego „Liberum Veto” i dziennikarz piszący dla gazet lwowskich, krakowskich i wiedeńskich. Wcielony w sierpniu 1914 do armii austriackiej z której zbiegł do Legionów Polskich. Awansowany do stopnia porucznika dowodził 1 kompanią w 1 batalionie 1 pułku piechoty Legionów.
Szczególnie odznaczył się 6 grudnia 1914 w bitwie pod Nowym Sączem, gdzie „osłaniał odwrót oddziałów polskich znad Dunajca, na odcinku Klęczan i Marcinkowic. Zginął podczas kontrataku, ugodzony odłamkiem pocisku, pochowany na miejscowym cmentarzu”. 17 maja 1922 za tę postawę został pośmiertnie odznaczony orderem wojskowym „Virtuti Militari" V klasy. Pośmiertnie awansowany do stopnia kapitana. Jego grób znajduje się na cmentarzu wojennym nr 352 w Marcinkowicach.

## Życie prywatne
Żonaty od 1911 z Blanką d'Abancourt. Mieli córkę Helenę (ur. 1912) po mężu Harasowską.

## Ordery i odznaczenia
- Krzyż Srebrny Orderu Wojskowego Virtuti Militari nr 7134[1][9] – pośmiertnie, 17 maja 1922[5][10]
- Krzyż Niepodległości – pośmiertnie, 19 grudnia 1933 „za pracę w dziele odzyskania niepodległości”[11][1]